# Paromoeocerus barbicornis
Paromoeocerus barbicornis là một loài bọ cánh cứng trong họ Cerambycidae.